# Моя мама (сериал, Турция)
Моя мама (тур. Anne) — турецкий телевизионный сериал.

## Сюжет
Фотограф Зейнеп (Джансу Дере) в ожидании приглашения на работу временно устраивается в школу учителем рисования. Однажды она замечает у одной из своих учениц Мелек (Берен Гёкйылдыз) синяки на руках и понимает, что девочка подвергается домашнему насилию, ей требуется помощь.
Мелек живёт в семье, но её жизнь похожа на кошмар. Мать Шуле (Гонджа Вуслатери) и отчим постоянно раздражаются на неё из-за любой мелочи. Шуле кажется, что, если бы не ребёнок, её мужчина относился бы к ней по-другому, и её жизнь изменилась бы в лучшую сторону. Она совершенно не хочет принимать тот факт, что она не очень-то и нужна своему сожителю и без ребёнка.
Однажды Мелек в прямом смысле оказывается на свалке — семья просто выбрасывает её на улицу как мусор. Материнский инстинкт просыпается в Зейнеп всё сильнее, она очень хочет помочь ребёнку и принимает решение забрать девочку к себе. Им предстоит пройти немало испытаний, и проблемы появятся не только от семьи Мелек…

## В ролях
- Джансу Дере — Зейнеп Аслан/Гюнеш.
- Вахиде Перчин — Гёнюль Аслан
- Берен Гёкйылдыз — Мелек Акчай/Турна Гюнеш
- Гонджа Вуслатери — Шуле Акчай/Йылдыз.
- Беркай Атеш — Дженгиз Йылдыз
- Гюленай Калкан — Джахиде Гюнеш
- Джан Нергис — Али Архан
- Ализе Гёрдюм — Гамзе Гюнеш
- Ахсен Эроглу — Дуру Гюнеш
- Серхат Теоман — Синан Демир

## Награды
В 2017 году получил приз на Tokyo Drama Awards